# Frayeur à domicile
Frayeur à domicile (Frozen with Fear) est un film policier canadien réalisé en 2000 par Paul Lynch avec en vedette Bo Derek, sorti en 2001.

## Synopsis
Katherine Sullivan est agoraphobe. Un soir Charles, son mari est abattu devant sa porte d'entrée; se présente alors l'officier de police Sandestin, qui se charge des premiers éléments de l'enquête et d'emporter le corps à la morgue. Le lendemain, le corps de Charles n'est nulle part et Sandestin est inconnu au poste de police. On conseille à Katherine d'embaucher un privé pour démêler cette affaire. Pendant l'enquête de nombreuses bizarreries auront lieu dans la maison de Katherine : la poignée intérieur du sauna qui se brise, des araignées que l'on retrouve dans les serviettes de bain et des rats dans le lit. Une idylle se développe entre Katherine et Jack, le privé. Une nuit, alors que les deux amants dorment dans le même lit après avoir fait l'amour, ils entendent des pas au rez-de-chaussée; Jack descend et tombe nez à nez avec Charles Sullivan bien vivant... 

## Distribution
- Bo Derek (VF : Evelyn Séléna) : Katherine Sullivan
- Stephen Shellen : Jack Mize, le détective privé
- Wayne Rogers : Charles Sullivan, l'époux de Katherine
- Dawn McKelvie Cyr : Sarah Harper, la sœur de Katherine
- Steven Morgan : Kelsey
- Wally MacKinnon : Sandestin, le faux policier
- Peggy Gedeon :  l'ex petite amie de Jack
- Janet Monid : Docteur Eberson
- Andrew Lambert : Darnell
- Shawn Fitch : Docteur Becker
- Bryan McSorley : Andy
- Mark A. Owen : Lieutenant Jennings

## Équipe Technique
- Réalisateur : Paul Lynch
- Scénario : William Bigelow
- Producteurs : Bruce Dennis, Jean-Marc Félio, Larry Gershman, Kevin Goetz, Yaniko Palis, Thomas G. Philpott
- Musique : Milan Kymlicka
- Photographie : René Verzier